# Fed Cup 2019 Zona Americana Gruppo I - Pool A
Il Pool A della Zona Americana Gruppo I nella Fed Cup 2019 è uno dei due pool (gironi) in cui è suddiviso il Gruppo I della zona Americana. (vedi anche Pool B)
|   | Pool A         | Paraguay (bandiera) | Messico (bandiera) | Colombia (bandiera) | Ecuador (bandiera) |
| 1 | Paraguay (2-1) |                     | 2-1                | 1-2                 | 3-0                |
| 2 | Messico (2-1)  | 1-2                 |                    | 2-1                 | 3-0                |
| 3 | Colombia (2-1) | 2-1                 | 1-2                |                     | 2-1                |
| 4 | Ecuador (0-3)  | 0-3                 | 0-3                | 1-2                 |                    |

## Primo giorno
| Paraguay 3 | Club Campestre Sede Llanogrande, Medellín, Colombia 6 febbraio 2019 Terra rossa (outdoor) | Club Campestre Sede Llanogrande, Medellín, Colombia 6 febbraio 2019 Terra rossa (outdoor)   | Ecuador 0 |     |   |  |
| \| \| \| \| 1 \| 2 \| 3 \| \| \| - \| \| ------------------------------------------------------------------------------------------- \| ---- \| --- \| - \| \| \| 1 \| \| Montserrat González Mell Elizabeth Reasco González \| 7 5 \| 6 3 \| \| \| \| 2 \| \| Verónica Cepede Royg Charlotte Römer \| 7 62 \| 6 2 \| \| \| \| 3 \| \| Verónica Cepede Royg / Montserrat González Mell Elizabeth Reasco González / Charlotte Römer \| 7 5 \| 6 3 \| \| \| |                                                                                           |                                                                                             |           |     |   |  |
| |                                                                                           |                                                                                             | 1         | 2   | 3 |  |
| 1 | Paraguay (bandiera) · Ecuador (bandiera)                                                  | Montserrat González Mell Elizabeth Reasco González                                          | 7 5       | 6 3 |   |  |
| 2 | Paraguay (bandiera) · Ecuador (bandiera)                                                  | Verónica Cepede Royg Charlotte Römer                                                        | 7 62      | 6 2 |   |  |
| 3 | Paraguay (bandiera) · Ecuador (bandiera)                                                  | Verónica Cepede Royg / Montserrat González Mell Elizabeth Reasco González / Charlotte Römer | 7 5       | 6 3 |   |  |

| Messico 2 | Club Campestre Sede Llanogrande, Medellín, Colombia 6 febbraio 2019 Terra rossa (outdoor) | Club Campestre Sede Llanogrande, Medellín, Colombia 6 febbraio 2019 Terra rossa (outdoor) | Colombia 1 |      |   |  |
| \| \| \| \| 1 \| 2 \| 3 \| \| \| - \| \| --------------------------------------------------------------------------------- \| --- \| ---- \| - \| \| \| 1 \| \| Victoria Rodríguez María Camila Osorio Serrano \| 3 6 \| 4 6 \| \| \| \| 2 \| \| Renata Zarazúa Emiliana Arango \| 6 4 \| 6 1 \| \| \| \| 3 \| \| Giuliana Olmos / Renata Zarazúa María Camila Osorio Serrano / María Paulina Pérez \| 6 4 \| 7 64 \| \| \| |                                                                                           |                                                                                           |            |      |   |  |
| |                                                                                           |                                                                                           | 1          | 2    | 3 |  |
| 1 | Messico (bandiera) · Colombia (bandiera)                                                  | Victoria Rodríguez María Camila Osorio Serrano                                            | 3 6        | 4 6  |   |  |
| 2 | Messico (bandiera) · Colombia (bandiera)                                                  | Renata Zarazúa Emiliana Arango                                                            | 6 4        | 6 1  |   |  |
| 3 | Messico (bandiera) · Colombia (bandiera)                                                  | Giuliana Olmos / Renata Zarazúa María Camila Osorio Serrano / María Paulina Pérez         | 6 4        | 7 64 |   |  |

## Secondo giorno
| Paraguay 3 | Club Campestre Sede Llanogrande, Medellín, Colombia 7 febbraio 2019 Terra rossa (outdoor) | Club Campestre Sede Llanogrande, Medellín, Colombia 7 febbraio 2019 Terra rossa (outdoor) | Colombia 0 |      |   |  |
| \| \| \| \| 1 \| 2 \| 3 \| \| \| - \| \| ---------------------------------------------------------------------------------------- \| ---- \| ---- \| - \| \| \| 1 \| \| Montserrat González María Camila Osorio Serrano \| 3 6 \| 4 6 \| \| \| \| 2 \| \| Verónica Cepede Royg Emiliana Arango \| 6 3 \| 6 2 \| \| \| \| 3 \| \| Verónica Cepede Royg / Montserrat González Emiliana Arango / María Camila Osorio Serrano \| 67 7 \| 64 7 \| \| \| |                                                                                           |                                                                                           |            |      |   |  |
| |                                                                                           |                                                                                           | 1          | 2    | 3 |  |
| 1 | Paraguay (bandiera) · Colombia (bandiera)                                                 | Montserrat González María Camila Osorio Serrano                                           | 3 6        | 4 6  |   |  |
| 2 | Paraguay (bandiera) · Colombia (bandiera)                                                 | Verónica Cepede Royg Emiliana Arango                                                      | 6 3        | 6 2  |   |  |
| 3 | Paraguay (bandiera) · Colombia (bandiera)                                                 | Verónica Cepede Royg / Montserrat González Emiliana Arango / María Camila Osorio Serrano  | 67 7       | 64 7 |   |  |

| Messico 3 | Club Campestre Sede Llanogrande, Medellín, Colombia 7 febbraio 2019 Terra rossa (outdoor) | Club Campestre Sede Llanogrande, Medellín, Colombia 7 febbraio 2019 Terra rossa (outdoor) | Ecuador 0 |     |     |  |
| \| \| \| \| 1 \| 2 \| 3 \| \| \| - \| \| ---------------------------------------------------------------------------- \| --- \| --- \| --- \| \| \| 1 \| \| Giuliana Olmos Mell Elizabeth Reasco González \| 5 7 \| 6 2 \| 7 6 \| \| \| 2 \| \| Renata Zarazúa Charlotte Römer \| 6 4 \| 7 5 \| \| \| \| 3 \| \| Giuliana Olmos / Renata Zarazúa Charlotte Römer / María Paula Suárez Almeida \| 6 2 \| 6 1 \| \| \| |                                                                                           |                                                                                           |           |     |     |  |
| |                                                                                           |                                                                                           | 1         | 2   | 3   |  |
| 1 | Messico (bandiera) · Ecuador (bandiera)                                                   | Giuliana Olmos Mell Elizabeth Reasco González                                             | 5 7       | 6 2 | 7 6 |  |
| 2 | Messico (bandiera) · Ecuador (bandiera)                                                   | Renata Zarazúa Charlotte Römer                                                            | 6 4       | 7 5 |     |  |
| 3 | Messico (bandiera) · Ecuador (bandiera)                                                   | Giuliana Olmos / Renata Zarazúa Charlotte Römer / María Paula Suárez Almeida              | 6 2       | 6 1 |     |  |

## Terzo giorno
| Paraguay 2 | Club Campestre Sede Llanogrande, Medellín, Colombia 8 febbraio 2019 Terra rossa (outdoor) | Club Campestre Sede Llanogrande, Medellín, Colombia 8 febbraio 2019 Terra rossa (outdoor) | Messico 1 |     |   |  |
| \| \| \| \| 1 \| 2 \| 3 \| \| \| - \| \| -------------------------------------------------------------------------- \| --- \| --- \| - \| \| \| 1 \| \| Montserrat González Giuliana Olmos \| 6 4 \| 6 3 \| \| \| \| 2 \| \| Verónica Cepede Royg Renata Zarazúa \| 6 2 \| 6 1 \| \| \| \| 3 \| \| Verónica Cepede Royg / Montserrat González Giuliana Olmos / Renata Zarazúa \| 4 6 \| 3 6 \| \| \| |                                                                                           |                                                                                           |           |     |   |  |
| |                                                                                           |                                                                                           | 1         | 2   | 3 |  |
| 1 | Paraguay (bandiera) · Messico (bandiera)                                                  | Montserrat González Giuliana Olmos                                                        | 6 4       | 6 3 |   |  |
| 2 | Paraguay (bandiera) · Messico (bandiera)                                                  | Verónica Cepede Royg Renata Zarazúa                                                       | 6 2       | 6 1 |   |  |
| 3 | Paraguay (bandiera) · Messico (bandiera)                                                  | Verónica Cepede Royg / Montserrat González Giuliana Olmos / Renata Zarazúa                | 4 6       | 3 6 |   |  |

| Colombia 2 | Club Campestre Sede Llanogrande, Medellín, Colombia 8 febbraio 2019 Terra rossa (outdoor) | Club Campestre Sede Llanogrande, Medellín, Colombia 8 febbraio 2019 Terra rossa (outdoor)      | Ecuador 1 |     |     |  |
| \| \| \| \| 1 \| 2 \| 3 \| \| \| - \| \| ---------------------------------------------------------------------------------------------- \| ---- \| --- \| --- \| \| \| 1 \| \| María Camila Osorio Serrano Mell Elizabeth Reasco González \| 6 3 \| 5 7 \| 6 3 \| \| \| 2 \| \| Emiliana Arango Charlotte Römer \| 65 7 \| 2 6 \| \| \| \| 3 \| \| Emiliana Arango / María Camila Osorio Serrano Mell Elizabeth Reasco González / Charlotte Römer \| 6 4 \| 6 4 \| \| \| |                                                                                           |                                                                                                |           |     |     |  |
| |                                                                                           |                                                                                                | 1         | 2   | 3   |  |
| 1 | Colombia (bandiera) · Ecuador (bandiera)                                                  | María Camila Osorio Serrano Mell Elizabeth Reasco González                                     | 6 3       | 5 7 | 6 3 |  |
| 2 | Colombia (bandiera) · Ecuador (bandiera)                                                  | Emiliana Arango Charlotte Römer                                                                | 65 7      | 2 6 |     |  |
| 3 | Colombia (bandiera) · Ecuador (bandiera)                                                  | Emiliana Arango / María Camila Osorio Serrano Mell Elizabeth Reasco González / Charlotte Römer | 6 4       | 6 4 |     |  |

## Verdetti
- Paraguay ammessa agli spareggi contro la prima del Pool B per un posto agli spareggi per il Gruppo Mondiale II.
- Colombia al play-out per evitare la retrocessione contro l'ultima del Pool B.